# Цоба
Цоба или Арам-Цоба (на иврит: ארם צובא или ארם צובה) е първият арамейски център в Древна Сирия.
Арамейската държава се е намирала в южната част на Сирия, и е от голямо значение на историята на Леванта.
Царят на Цоба влиза в съюз с Амон срещу Давид, но е победен от последния според Библията (II Царе 10). Най-вероятно градът се е намирал между Хама и Дамаск, макар че някои го идентифицират с Халкида.
В събитията след 10 век пр.н.е., Цоба не се споменава в Библията, но градът е продължил да съществува, понеже в библиотеката на Ашурбанипал е отразено, че е завладян от Асирия през 7 век пр.н.е.